# گرند ماستی
گرند ماستی یا شوخی بزرگ (به هندی: Grand Masti) یک فیلم سینمایی کمدی بزرگ‌سال هندی محصول سال ۲۰۱۳ به کارگردانی ایندرا کومار و تهیه کنندگی اشوک تاکریا است. این فیلم ادامه فیلم سرگرمی (فیلم ۲۰۰۴) می‌باشد. بازیگران اصلی فیلم ریتیش دشموک ریتیش دشموک، ویوک اوبروی، آفتاب شیودسانی، برونا عبدالله، کاریشما تانا، کاینات ارورا، مریم زکریا و مانجاری فاندیس می‌باشند. گرند ماستی در ۱۳ سپتامبر ۲۰۱۳ اکران شد و یکی از پرمخاطب‌ترین فیلم‌های بالیوود آن سال بود. همچین سومین قسمت این فیلم با عنوان گریت گرند مستی در ۱۵ ژوئیه ۲۰۱۶ اکران شد.

## داستان
میت، پرم وعمر تصمیم دارند برای جشن فارغ‌التحصیلی خود سنگ تمام بگذارند؛ اما همه چیز آنطور که انتظار می‌رود؛ پیش نمی‌رود…

## باکس آفیس
این فیلم در مدت ده روز حدود ۳ میلیون دلار فروش داشت.